# 알파벳 노래
〈알파벳 노래(Alphabet Song)〉는 프랑스 원곡 〈아! 말씀드릴게요, 어머니〉의 가락을 따라 불린 노래 중 하나다. 이 노래는〈작은 별(Twinkle Twinkle Little Star)〉의 가사를 알파벳 학습 목적으로 바꾼 노래다. 이 노래는 유치원이나 영어를 막 배운 초등학생들에게 주로 불리나 과거엔 영어를 중학교 1학년부터 배웠기 때문에 중학교 때에야 겨우 배운 사람도 있다.